# Fundació per al Poble Sòrab

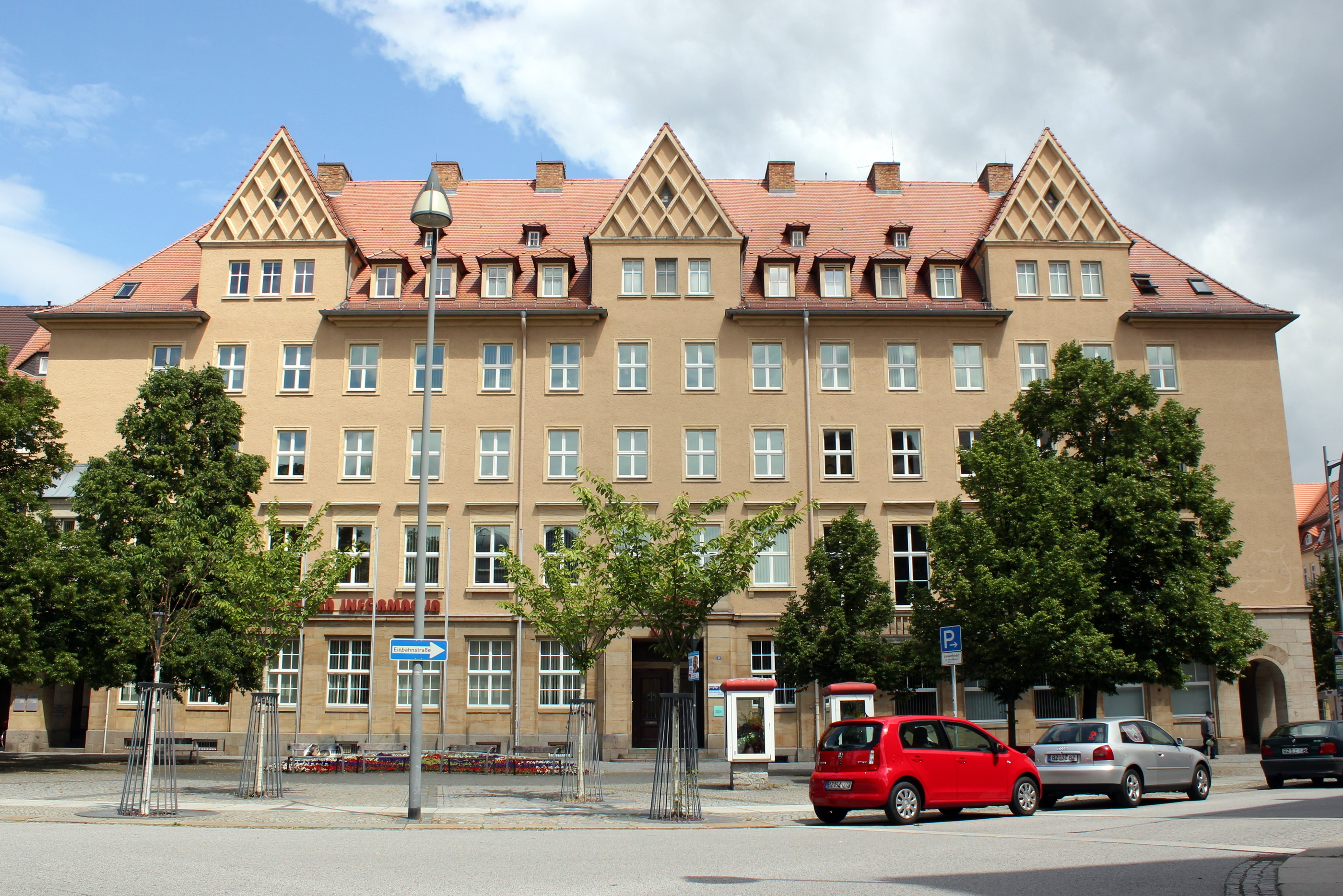
La Serbski Dom de Bautzen, seu de la Fundació

Fundació per al Poble Sòrab (sòrab Załožba za serbski lud) és un organisme encarregat de la preservació, desenvolupament, promoció i la difusió del sòrab, de la cultura i les tradicions sòrabs com a expressió de la identitat d'aquest poble. La Fundació proporciona una base important per a la preservació de la cultura sòrab amenaçada per l'assimilació. Compta amb una seu a Bautzen i una altra a Cottbus, i oficines regionals a Crostwitz, Hoyerswerda i Schleife (Saxònia) com a eines comunes als estats de Brandenburg i Saxònia.

## Consell assessor parlamentari
El Consell Assessor Parlamentari de la Fundació per al Poble Sòrab es reuneix amb representants del Parlament alemany i del Parlaments de Brandenburg i de l'Estat Lliure de Saxònia. Alguns dels membres són:
- Gerd-Rüdiger Hoffmann, Saxònia
- Maria Michalk
- Marko Schiemann, Saxònia
- Steffen Reiche, Brandenburg